# Lepel (film)
Lepel è un film del 2005 diretto da Willem van de Sande Bakhuyzen.
Girato nei Paesi Bassi, Germania e Regno Unito, questo film è stato premiato con diversi premi quando fu visto per la prima volta da 100.000 visitatori.

## Trama
Il film è basato sulla vita di Lepel, un ragazzino che desidera rivedere i suoi genitori, dispersi fin da quando era un neonato. Egli è sempre del parere che i genitori stessi hanno da sempre viaggiato il mondo in mongolfiera, secondo quello che gli ha sempre raccontato la cattiva nonna adottiva Koppenol, la quale fece abuso di Lepel fin da quando lo trovò ancora in fasce. Per non rivedere più la nonna, Lepel decide di lasciare casa e di nascondersi in un negozio, dove il commesso Max decide di prendersi cura del bambino, insieme a Pleun una bambina orfana, senza farsi scoprire dal capo Juffrouw Broer; il capo del negozio è una donna che sogna di poter gareggiare un giorno della Parigi-Dakar e della quale Max è innamorato.
Verso la fine del film, Lepel scoprirà che i suoi genitori sono defunti per via di un incidente avvenuto proprio in mongolfiera dove solo lui si salvò; inoltre, scoprirà che il suo vero nome è Pelle.

## Riconoscimenti
- Camério
- Golden Film
- Children's Film Award
- Golden Calf
- Special Jury Prize